# Eutimene
Eutimene (in greco antico: Εὐθυμένης?, Euthyménēs; Massalia, 450 a.C. circa – 390 a.C. circa) è stato un navigatore e geografo greco antico.

## Biografia
Originario di Massalia, Eutimene compì un viaggio di esplorazione lungo le coste atlantiche dell'Africa tra la fine del V secolo a.C. e l'inizio del IV secolo a.C., anche se alcuni studiosi propongono una datazione anteriore di un secolo, per cui Eutimene avrebbe compiuto il suo viaggio tra la fine del VI secolo a.C. e gli inizi del V. Superate le Colonne d'Ercole, sorvegliate dai Cartaginesi, entrò nell'Oceano Atlantico e costeggiò la Mauritania verso sud, dove scoprì un grande fiume alla cui foce il flusso rendeva il mare dolce o salmastro.

## Opera
Eutimene scrisse un resoconto della sua spedizione, che non ci è pervenuto. Sembra che fosse giunto a circumnavigare l'Africa, se Plutarco scrive: «Eutimene di Massalia conclude che il Nilo è alimentato dall'Oceano e dal mare antistante, quest'ultimo reso dolce». Probabilmente, però, si trattava del fiume Senegal.
Anche Seneca conosceva il resoconto di Eutimene sulle foci del Nilo e lo nega per varie ragioni:
(Seneca, Naturale Quaestiones, IV, 2, 22)
Ad Eutimene viene, altresì, attribuito il riconoscimento dell'influenza lunare nel fenomeno delle maree, anche se, probabilmente, è stato Pitea a divulgare questa scoperta.